# Robert Morales
Robert Morales (Concepción, 17 de marzo de 1999) es un futbolista paraguayo que se desempeña en las posiciones de delantero o extremo, y su equipo actual es el Deportivo Toluca F. C. de la Primera División de México. Ha sido internacional con la selección de fútbol de Paraguay.

## Trayectoria

### Primeros pasos y debut
Robert Morales inició su carrera futbolística en las divisiones juveniles del Club Olimpia, donde destacó como uno de los artilleros más eficientes en los torneos de categorías inferiores. Su debut en la Primera División de Paraguay ocurrió el 9 de mayo de 2017, en un enfrentamiento entre Olimpia y Guaraní, donde tuvo la oportunidad de acumular 44 minutos de juego. En esa ocasión, ingresó como sustituto de Alexis Fernández al comienzo del segundo tiempo.

### Club Cerro Porteño
En el segundo semestre del año 2020, Morales fue transferido al club Cerro Porteño y tuvo su debut con el equipo el 31 de octubre de 2020.
Durante el Torneo Clausura 2021, logró consolidarse como titular bajo la dirección técnica de Francisco Arce y se destacó como uno de los cinco máximos goleadores del campeonato, afianzando su posición en el equipo.
En su tiempo en el club azulgrana, Robert Morales acumuló un total de 59 partidos jugados, en los cuales logró anotar 28 goles. Además, participó en 17 encuentros de la Copa Libertadores, en los cuales contribuyó con 2 goles.

### Deportivo Toluca Fútbol Club
Entre mediados de junio de 2023, se hizo público la noticia de la salida definitiva de Robert Morales del club Cerro Porteño, tras su fichaje por el Deportivo Toluca Fútbol Club de la Liga MX de México. La transferencia se concretó por una suma de USD 3 millones de dólares y abarcará un contrato hasta el año 2027, con el objetivo principal de que se integre al equipo y participe en el Torneo Apertura 2023 y en las próximas ediciones de la competencia.

## Selección nacional
El 24 de marzo de 2022, Morales debutó con la selección de fútbol de Paraguay en un encuentro contra Ecuador, correspondiente a la clasificación de Conmebol para la Copa Mundial de Fútbol de 2022. En un giro desafortunado, durante los primeros minutos del primer tiempo, específicamente a los 3 minutos de iniciar el juego, Morales sufrió una lesión en la rodilla derecha tras recibir un fuerte impacto por parte del ecuatoriano Piero Hincapié. La lesión ocurrió de manera abrupta, en un lapso muy corto de tiempo. A pesar de la adversidad, Morales mostró una leve recuperación y regresó al terreno de juego. Transcurridos 9 minutos desde su retorno, logró marcar un gol, cumpliendo así con su anhelado debut y alcanzando el objetivo esperado. No obstante, y llegando a los 13 minutos de ese primer tiempo, debido al agravamiento de su lesión, fue sustituido por su compañero Ángel Romero.
Posteriormente, se confirmó que Morales sufrió una lesión grave que incluyó la rotura del ligamento cruzado anterior, así como también daños en el menisco externo y el ligamento colateral. Esta combinación de lesiones implicó un período prolongado de recuperación y rehabilitación. Como resultado, Morales tuvo que mantener reposo absoluto durante todo el primer semestre y gran parte del segundo semestre del año 2022.

### Goles en la selección
| Goles con la Selección de Paraguay | Goles con la Selección de Paraguay | Goles con la Selección de Paraguay | Goles con la Selección de Paraguay | Goles con la Selección de Paraguay | Goles con la Selección de Paraguay | Goles con la Selección de Paraguay | Goles con la Selección de Paraguay | Goles con la Selección de Paraguay |
| Resultados                         | Resultados                         | Resultados                         | Resultados                         | Lugar                              | Estadio                            | Fecha                              | Tipo                               | Goles                              |
| ---------------------------------- | ---------------------------------- | ---------------------------------- | ---------------------------------- | ---------------------------------- | ---------------------------------- | ---------------------------------- | ---------------------------------- | ---------------------------------- |
| Paraguay                           | 3                                  | 1                                  | Ecuador                            | Ciudad del Este                    | Estadio Antonio Aranda             | 24 de marzo de 2022                | Eliminatorias Sudamericanas 2022   | 1 gol                              |

Para un total de 1 gol.

## Estadísticas

### Clubes
Actualizado hasta su último partido disputado el 11 de agosto de 2025.
| Club                            | Div.          | Temporada     | Liga  | Liga  | Liga   | Copas nacionales | Copas nacionales | Copas nacionales | Torneos internacionales | Torneos internacionales | Torneos internacionales | Total | Total | Total  |
| Club                            | Div.          | Temporada     | Part. | Goles | Asist. | Part.            | Goles            | Asist.           | Part.                   | Goles                   | Asist.                  | Part. | Goles | Asist. |
| ------------------------------- | ------------- | ------------- | ----- | ----- | ------ | ---------------- | ---------------- | ---------------- | ----------------------- | ----------------------- | ----------------------- | ----- | ----- | ------ |
| Club Olimpia Paraguay           | 1.ª           | 2017          | 1     | 0     | 0      | —                | —                | —                | —                       | —                       | —                       | 1     | 0     | 0      |
| Club Olimpia Paraguay           | Total club    | Total club    | 1     | 0     | 0      | 0                | 0                | 0                | 0                       | 0                       | 0                       | 1     | 0     | 0      |
| Cerro Porteño Paraguay          | 1.ª           | 2020          | 5     | 2     | 0      | —                | —                | —                | —                       | —                       | —                       | 5     | 2     | 0      |
| Cerro Porteño Paraguay          | 1.ª           | 2021          | 31    | 13    | 3      | 1                | 0                | 0                | 8                       | 1                       | 1                       | 40    | 14    | 4      |
| Cerro Porteño Paraguay          | 1.ª           | 2022          | 7     | 8     | 1      | —                | —                | —                | —                       | —                       | —                       | 7     | 8     | 1      |
| Cerro Porteño Paraguay          | 1.ª           | 2023          | 14    | 5     | 1      | —                | —                | —                | 9                       | 1                       | 0                       | 23    | 6     | 1      |
| Cerro Porteño Paraguay          | Total club    | Total club    | 57    | 28    | 5      | 1                | 0                | 0                | 17                      | 2                       | 1                       | 75    | 30    | 6      |
| Deportivo Toluca F. C. · México | 1.ª           | 2023-24       | 26    | 4     | 2      | —                | —                | —                | 6                       | 3                       | 2                       | 32    | 7     | 4      |
| Deportivo Toluca F. C. · México | 1.ª           | 2024-25       | 20    | 3     | 1      | —                | —                | —                | 3                       | 0                       | 0                       | 23    | 3     | 1      |
| Deportivo Toluca F. C. · México | 1.ª           | 2025-26       | 3     | 2     | 1      | 1                | 0                | 0                | 2                       | 0                       | 0                       | 6     | 2     | 1      |
| Deportivo Toluca F. C. · México | Total club    | Total club    | 49    | 9     | 4      | 1                | 0                | 0                | 11                      | 3                       | 2                       | 61    | 12    | 6      |
| Total carrera                   | Total carrera | Total carrera | 107   | 37    | 9      | 2                | 0                | 0                | 28                      | 5                       | 3                       | 137   | 42    | 12     |
| 1. 2.                           |               |               |       |       |        |                  |                  |                  |                         |                         |                         |       |       |        |

### Selección nacional
Actualizado hasta su último partido disputado el 28 de marzo de 2023.
| Selección         | Año             | Amistosos | Amistosos | Amistosos | Eliminatorias | Eliminatorias | Eliminatorias | Continental | Continental | Continental | Mundial | Mundial | Mundial | Total | Total | Total  |
| Selección         | Año             | Part.     | Goles     | Asist.    | Part.         | Goles         | Asist.        | Part.       | Goles       | Asist.      | Part.   | Goles   | Asist.  | Part. | Goles | Asist. |
| ----------------- | --------------- | --------- | --------- | --------- | ------------- | ------------- | ------------- | ----------- | ----------- | ----------- | ------- | ------- | ------- | ----- | ----- | ------ |
| Absoluta Paraguay | 2022            | —         | —         | —         | 1             | 1             | 0             | —           | —           | —           | —       | —       | —       | 1     | 1     | 0      |
| Absoluta Paraguay | 2023            | 1         | 0         | 0         | —             | —             | —             | —           | —           | —           | —       | —       | —       | 1     | 0     | 0      |
| Total selección   | Total selección | 1         | 0         | 0         | 1             | 1             | 0             | 0           | 0           | 0           | 0       | 0       | 0       | 2     | 1     | 0      |
| 1.                |                 |           |           |           |               |               |               |             |             |             |         |         |         |       |       |        |

## Palmarés

### Títulos nacionales
| Título               | Club                   | País     | Año    |
| -------------------- | ---------------------- | -------- | ------ |
| Primera División     | Cerro Porteño          | Paraguay | A-2020 |
| Primera División     | Cerro Porteño          | Paraguay | C-2021 |
| Primera División     | Deportivo Toluca F. C. | México   | C-2025 |
| Campeón de Campeones | Deportivo Toluca F. C. | México   | 2025   |

### Distinciones individuales
| Distinción                                                                            | Año  |
| ------------------------------------------------------------------------------------- | ---- |
| Mejor jugador del partido Herediano vs. Toluca en la Copa de Campeones de la Concacaf | 2024 |